# S-Bus
S-Bus (ang. Saia-Bus) – protokół opracowany przez firmę Saia-Burgess na potrzeby komunikacji pomiędzy urządzeniami produkowanymi przez Saia-Burgess a innymi urządzeniami lub systemami. Dzięki wykorzystaniu serwera OPC dla protokołu S-Bus, możliwe jest odczytywanie danych ze sterowników PLC Saia-Burgess z serii od PCS1 i PCD1 do PCD6 oraz innych urządzeń zgodnych z protokołem S-Bus i udostępnianie ich w standardzie OPC. Protokół S-Bus jest dostępny dla dwóch mediów transmisyjnych:
- Łącza szeregowego (RS-232, RS422, EIA-485)
- Sieci Ethernet